# Symfonie nr. 1 (Chatsjatoerjan)
Aram Chatsjatoerjan voltooide zijn Symfonie nr. 1 (Russisch: Первая симфония, Pervaya simfoniya) in 1934. Hij schreef het werd ter nagedachtenis aan 15 jaar Armenië binnen de Sovjet-Unie. 

## Geschiedenis
Chatsjatoerjan schreef het werk als eindexamenproject. Het werk is daarom nog sterk beïnvloed door zijn leermeester Nikolaj Mjaskovski. Beiden baseerden in die periode hun muziek op volksmelodieën, de leermeester voornamelijk Russisch, de leerling meer richting geboortegrond Kauakasus. Dit leverde een werk op met opvallende contrasten, klanken en ritmen, soms neigend naar zangerige melodieën van Asjoeks (improviserende zangers binnen de Kaukasus).
De symfonie kent drie delen in de variatie gematigd, langzaam en snel:
- Andante maestoso con passione-Allegro ma non troppo valt in twee secties uiteen; het langzame (andante) en snellere (allegro); het begin komt als een epiloog aan het eind terug;
- Adagio sostenuto, wordt vergeleken met een nocturne die zich naar het middenstuk ontwikkelt tot volksdans en dan terugkeert om weg te sterven;
- Allegro risoluto, een waterval aan dansen, die langzaam overheerst wordt door het beginthema en zo de symfonie afrondt.

Chatsjatoerjan was er op later leeftijd niet geheel tevreden over. Hij bewerkte het in 1960 en 1962, hetgeen de “definitieve versie” werd.
De eerste uitvoering werd gegeven op 23 april 1935 door een van de symfonieorkesten in Moskou; dirigent was Jenö Szenkár. 
Chatsjatoerjan schreef de suite voor een symfonieorkest:
- 3 dwarsfluiten (III ook piccolo), 3 hobo's (III ook althobo), 2 klarinetten, 2 fagotten
- 4 hoorns, 3 trompetten, 3 trombones, 1 tuba
- pauken, percussie, 2 harpen, piano
- violen, altviolen, celli, contrabassen

De discografie van dit werk is beperkt. Er zouden verdeeld over de jaren vier opnamen zijn geweest, waarvan de meesten vervolgens weer uit beeld raakten. De recentste opname (gegevens 2022) stamt uit circa 1993; Loris Tjeknavorian nam het werk op met het Filharmonisch Orkest van Armenië voor het platenlabel ASV Records (DCA 858). De opnamen maakten deel uit van een serie gewijd aan muziek van de Armeense componist. Het is in 2022 de enig verkrijgbare versie.